# Montezuma, Kansas
Montezuma là một thành phố thuộc quận Gray, tiểu bang Kansas, Hoa Kỳ. Năm 2010, dân số của xã này là 966 người.

## Dân số
Dân số các năm:
- Năm 2000: 966 người
- Năm 2010: 966 người